# Naked Beggars
I Naked Beggars sono un gruppo hard rock fondato nel 1998 a Philadelphia, Pennsylvania da Jeff LaBar e Eric Brittingham, membri dei Cinderella.

## Formazione
- Inga Brittingham - voce
- Jeff LaBar - chitarra
- Kris Casamento - chitarra
- Eric Brittingham - basso
- Kristine Brasvell - tastiere
- Dustin Carpenter - batteria

## Discografia
- 2003 - Naked Beggars
- 2006 - Spit It Out